# Supercuccioli sulla neve
Supercuccioli sulla neve (Snow Buddies) è un film diretto da Robert Vince, prodotto dalla Walt Disney e distribuito in Italia da Buena Vista Home Entertainment nel 2008.

## Trama
Cinque cuccioli di Golden Retriever (Rosebud, Budderball, Buddha, B-Dawg e Mudbud) che vivono a Washington con i loro due genitori ed i loro padroncini vengono trasportati per errore in un freddo paesino dell'Alaska, Ferntiuktuk (in realtà inesistente). Giunti lì incontrano Shasta, un Husky e anch'esso cucciolo, a cui offrono aiuto nel realizzare il sogno del suo padroncino Adam, ovvero vincere o almeno partecipare ad una gara di slitte sulla neve. Per fare ciò serve una squadra di sei cani, una slitta e un buon allenamento. Cinque Golden Retriever con Shasta fanno sei, ovvero una squadra. Arriva il Natale, e Adam prega di ricevere cinque cuccioli in regalo mentre i padroncini dei retriever sono disperati perché non riescono a trovare i loro cuccioli. Il sogno di Adam si avvera: trova i 5 cagnolini. Per imparare a trainare la slitta essi si recano in alta montagna dal cane Talon, un vecchio saggio che in precedenza aveva allenato Nanuk, il padre defunto di Shasta. Dopo un intenso allenamento, quando i cuccioli hanno già imparato tutto, il vecchio cane dice a loro che è arrivato il momento di raggiungere Nanuk e se ne va per sempre scomparendo nel cielo.
Il padre di Adam non vuole che il figlio partecipi alle gare ma il ragazzo, avendo trovato dei soldi nel suo vecchio salvadanaio, si iscrive. Arriva il gran giorno e Adam si reca al punto di partenza della gara accanto ai suoi rivali, uno dei quali, Jean George, è un imbroglione e cerca in tutti i modi di impedire che vincano gli altri. Sbaragliati tre avversari, rimangono in gara solo Jean George e Adam. Ad un certo punto il ghiaccio sotto i cani di Jean George si rompe e gli animali cadono nel lago. Egli li abbandona lasciandoli morire, ma arriva Adam e li salva. Allora l'imbroglione torna indietro e riprende la corsa, ma i cani salvati dal ragazzo si fermano, perciò i sei cuccioli insieme ad Adam riescono a vincere la gara.
Alla fine Rosebud, Budderball, Buddha, B-Dawg e Mudbud partono per Washington e arrivati lì incontrano i loro padroncini, felici per il ritorno dei cuccioli. La notizia su Adam e sulla sua squadra che hanno vinto un'importante gara viene raccontata al telegiornale e dalle immagini il padrone di Budderball scopre che il suo cucciolo e i cuccioli dei suoi amici sono dei veri cani da slitta.